# Östra Kärrstorp
Östra Kärrstorp är kyrkbyn i Östra Kärrstorps socken i Sjöbo kommun i Skåne belägen norr om Sjöbo och sydost om Bjärsjölagård. I byn fanns en hållplats längs före detta järnvägen Ystad-Eslöv.
Här ligger Östra Kärrstorps kyrka.